# Copo Stanley
O Copo Stanley é uma linha de copos térmicos reutilizáveis produzidos pela empresa de mesmo nome. Ele se popularizou graças a campanhas de marketing de influência em redes sociais, especialmente no TikTok.

## História

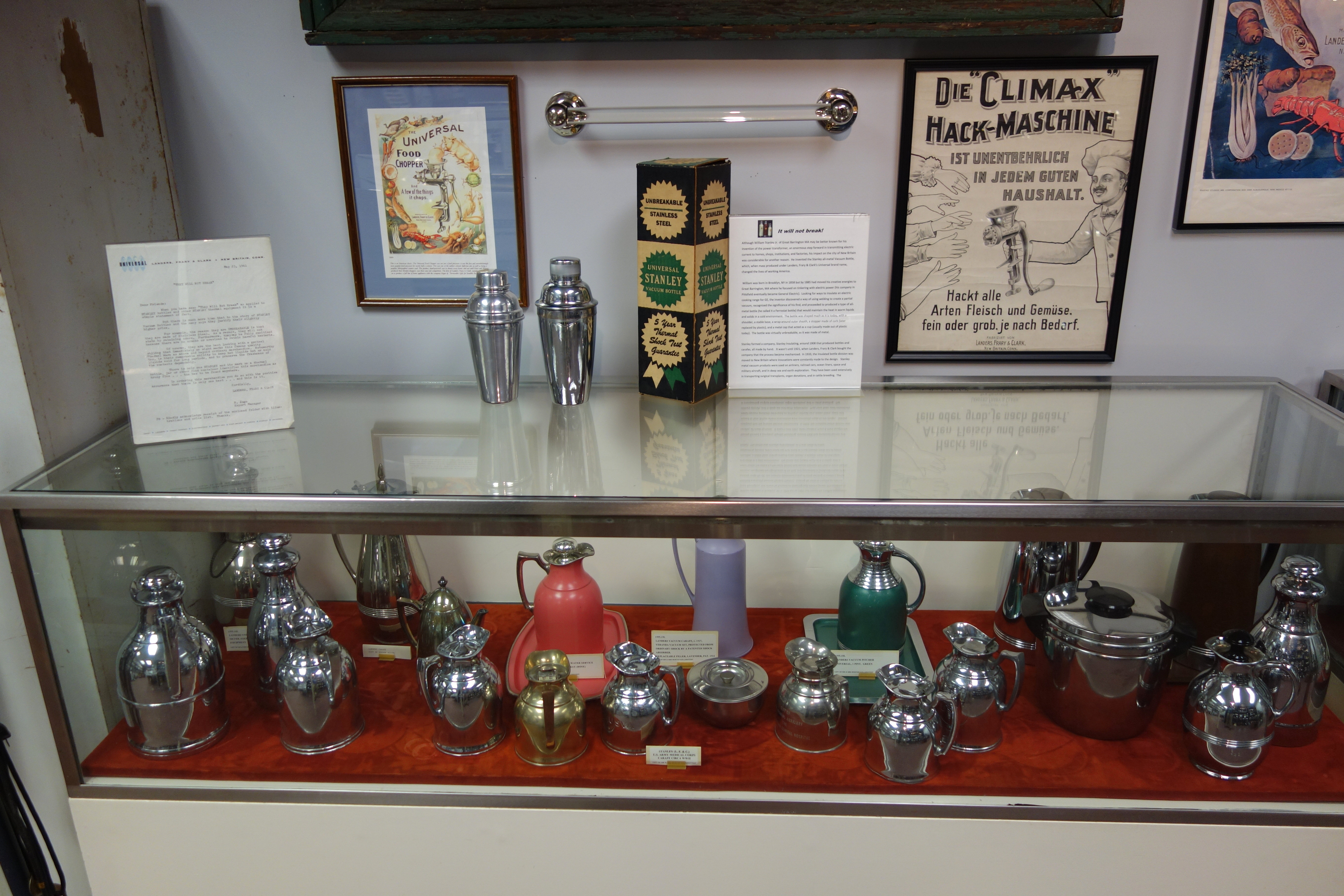
Uma coleção de garrafas Stanley vintage no New Britain Industrial Museum

Em 1913, William Stanley Jr. criou uma caneca Stanley totalmente em aço a partir de seu trabalho com transformadores elétricos, durante o qual descobriu que um processo de soldagem que estava usando poderia ser utilizado para isolar uma garrafa a vácuo com aço em vez de vidro.
Em 1915, Stanley iniciou a produção em massa da garrafa. Ele adquiriu um prédio vazio, reformou e equipou com maquinário para a produção de jarras isoladas, servidores de bebidas e decantadores de mesa.
Em 1916, William Stanley faleceu, aos 57 anos. Uma empresa de investimentos de Nova Iorque adquiriu a operação e contratou um engenheiro mecânico, Harry Badger, como Gerente Geral, que continuou a inventar e desenvolver novos produtos, expandindo a linha de produtos.
A empresa foi adquirida em 2002 por uma empresa sediada em Seattle, PMI Worldwide.

## Popularização
Stanley introduziu a garrafa Quencher de 40 onças (1,18 litros) em 2016. As vendas iniciais do Quencher não foram substanciais, e a empresa parou de comercializar o produto em 2019.
Em 2020, Terence Reilly se tornou presidente da empresa, colaborando com Ashlee LeSueur, co-fundadora do Buy Guide, um blog, que havia descoberto o Quencher em 2017 em uma loja Bed, Bath, and Beyond. Impressionada pelo produto, ela se tornou uma apoiadora, presenteando-o a amigos e recomendando-o a seus seguidores, o que resultou em um aumento viral do interesse. A empresa decidiu, então, continuar a produção e lançou o Quencher em mais cores.
Em 2020, o Quencher tornou-se o produto mais vendido da marca, posição que mantém desde então. Ele é o item mais popular da Stanley entre mulheres e aumentou as vendas anuais da Stanley de US$70 milhões em 2019 para $750 milhões em 2023.
Um ano depois da popularização do produto, a empresa contratou Terence Reilly, ex-Crocs, como presidente; as vendas de Quenchers aumentaram 275% de 2020 a 2021.

## Críticas
Em 2022 e 2023, alguns usuários do TikTok relataram que o Quencher pode conter chumbo e pode resultar em envenenamento por chumbo. A empresa emitiu um comunicado dizendo: "Fique tranquilo de que não há chumbo na superfície de nenhum produto Stanley que entre em contato com você ou com o conteúdo do seu recipiente. Todos os produtos Stanley atendem a todos os requisitos regulatórios dos EUA, incluindo a California Proposition 65, que exige que as empresas forneçam avisos aos californianos sobre exposição a metais pesados e substâncias químicas."
Apesar das garrafas de água reutilizáveis serem elogiadas como uma alternativa sustentável às garrafas plásticas descartáveis, a tendência de colecionar e exibir coleções de copos Stanley Quencher levantou preocupações sobre se os copos Quencher são melhores para o meio ambiente quando são usados infrequentemente ou armazenados como itens de coleção.
Um revisor do blog Wirecutter do The New York Times testou o copo térmico Adventure Quencher em 2022, e o Quencher H2.0 FlowState Tumbler em 2024. O revisor elogiou a isolação e a aparência dos copos, mas criticou fortemente as tampas por serem propensas a vazamentos. Wirecutter recomendou copos de tamanho similar de outras empresas, incluindo a Hydro Flask, como alternativas menos propensas a derramamentos.

## A ciência por trás
A chave para o funcionamento do copo Stanley em reduzir a variação de temperatura está no isolamento térmico. O copo utiliza uma estrutura de parede dupla de aço inoxidável com um vácuo entre as duas camadas. Isso é crucial para impedir a transferência de calor.
A transferência de calor ocorre de três maneiras:
1. Condução: O calor é transferido diretamente de molécula para molécula. Em materiais sólidos, como metais, esse processo é bastante eficiente, pois os átomos estão muito próximos e transferem calor rapidamente[16].
2. Convecção: Ocorre em líquidos e gases, onde o calor é transferido pelo movimento das moléculas. Por exemplo: o ar quente sobe e o ar frio desce, criando correntes de convecção que ajudam a transferir o calor.
3. Radiação: O calor é transferido na forma de ondas eletromagnéticas, como a radiação infravermelha.

A presença do vácuo entre as duas paredes de aço é o truque principal para manter a temperatura das bebidas por tanto tempo. O vácuo é um espaço de baixíssima concentração de ar ou qualquer outra matéria, o que significa que não há moléculas para conduzir o calor, impedindo a condução.
O aço inoxidável brilhante na parte interna do copo reflete grande parte da radiação térmica de volta para o líquido. Isso significa que a radiação que tentaria escapar do líquido quente acaba sendo refletida, ajudando a manter a temperatura interna estável.

O segredo do copo Stanley é sua combinação de técnicas que bloqueiam e minimizam as principais formas de transferência de calor. Assim, ele mantém as bebidas quentes por longos períodos, pois impede que o calor escape, e mantém as bebidas frias porque o calor externo não consegue entrar.